# Monumentul Suvorov din Elveția
La 100 ani după înfrângerea trupelor rusești conduse de generalul Aleksandr Suvorov (la 25 septembrie 1799) în Elveția de către trupele franceze, Rusia a primit de la Elveția un mic petec de teren (563 mp) pe locul (la nord de orașul Andermatt) unde își pierduseră viața 700 soldați ruși, ca să ridice un monument (de fapt o cruce gigantică, de 28 m înălțime) în memoria celor căzuți.
Petecul de pământ este considerat în mod greșit o exclavă a Rusiei, deoarece aria ține ca drept internațional de statul Elveția. Rusia este doar proprietara ariei (drept civil). 

## Galerie de imagini

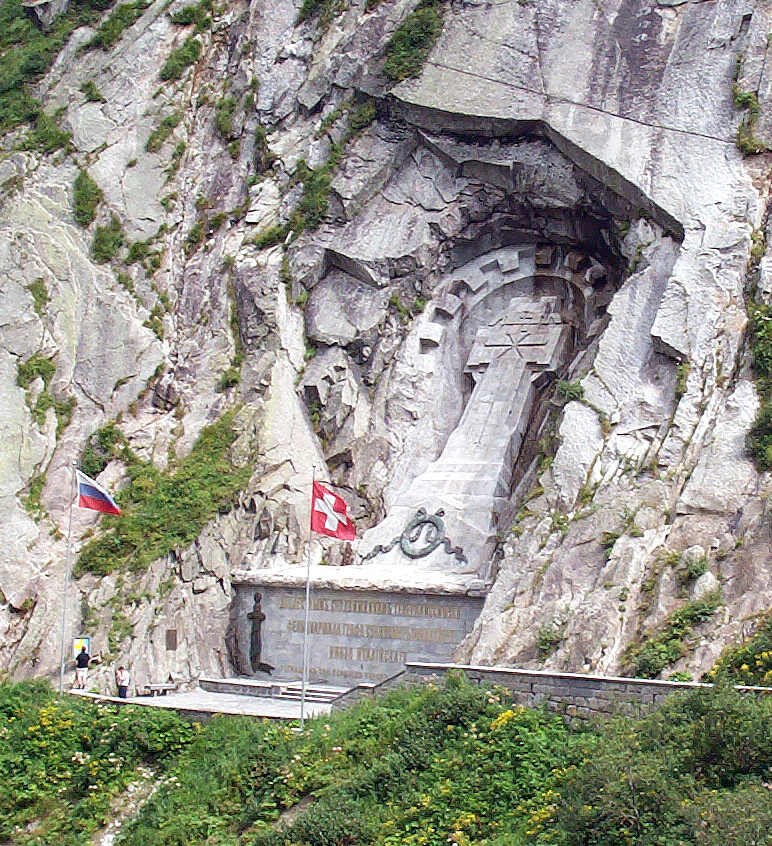
Monumentul rus Suvorov din Elveţia
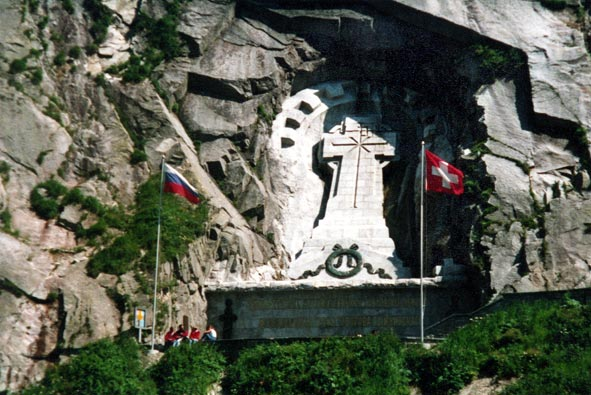
Monumentul Suvorov din Elveţia